# Forteresse d'Izzeddin
La forteresse d'Izzeddin, en grec moderne : Φρούριο Ιτζεδδίν / Phroúrio Itzeddín, est une forteresse ottomane, située dans la baie de Souda, en Crète, proche du village de Kalámi, en Grèce. Elle est surtout connue pour son rôle de prison pour les prisonniers politiques dans la Grèce du XXe siècle.
La forteresse est établie par le gouverneur ottoman de l'île, Rauf Pacha, en 1872, et porte le nom de Şehzade Yusuf Izzeddin,  fils du sultan Abdülaziz. Déjà durant la période de la Crète autonome (1898-1913), elle est utilisée comme prison, et ce jusqu'en 1950, lorsque la Crète passe sous domination grecque. Elle est particulièrement connue comme lieu d'emprisonnement pour les prisonniers politiques, notamment pendant la dictature de Theódoros Pángalos (1925-1926) et la guerre civile grecque. Parmi ses occupants, on compte Elefthérios Venizélos, en 1903 et le dictateur déchu Theódoros Pángalos, en 1926-1928. 
Après 1950, elle passe sous la juridiction de la marine de guerre hellénique et accueille désormais la base navale de Crète. Aujourd'hui, c'est un site protégé et un lieu de manifestations culturelles. 